# WTA-toernooi van Calcutta
Het WTA-toernooi van Calcutta (ook: Kolkata) is een voormalig tennistoernooi voor vrouwen dat van 2005 tot en met 2007 plaatsvond in de Indiase stad Calcutta. De officiële naam van het toernooi was Sunfeast Open.
De WTA organiseerde het toernooi, dat in de categorie "Tier III" viel en werd gespeeld op hardcourt-binnenbanen.
Er werd door 32 deelneemsters per jaar gestreden om de titel in het enkelspel, en door 16 paren om de dubbelspeltitel. Aan het kwalificatietoernooi voor het enkelspel namen 16 speelsters deel, met vier plaatsen in het hoofdtoernooi te vergeven.

## Enkel- en dubbelspeltitel in één jaar
| speelster         | in het jaar |
| ----------------- | ----------- |
| Anastasia Myskina | 2005        |

## Finales

### Enkelspel
| Datum      | Naam          | Cat.     | ($)     | Ondergrond        | Winnares          | Verliezend finaliste | Uitslag  |         |
| ---------- | ------------- | -------- | ------- | ----------------- | ----------------- | -------------------- | -------- | ------- |
| 2005-09-19 | Sunfeast Open | Tier III | 170.000 | hardcourt, binnen | Anastasia Myskina | Karolina Šprem       | 6-2, 6-2 | details |
| 2006-09-18 | Sunfeast Open | Tier III | 175.000 | hardcourt, binnen | Martina Hingis    | Olga Poetsjkova      | 6-0, 6-4 | details |
| 2007-09-17 | Sunfeast Open | Tier III | 175.000 | hardcourt, binnen | Maria Kirilenko   | Marija Koryttseva    | 6-0, 6-2 | details |

### Dubbelspel
| Datum      | Naam          | Cat.     | ($)     | Ondergrond        | Winnaressen                          | Verliezend finalistes              | Uitslag  |         |
| ---------- | ------------- | -------- | ------- | ----------------- | ------------------------------------ | ---------------------------------- | -------- | ------- |
| 2005-09-19 | Sunfeast Open | Tier III | 170.000 | hardcourt, binnen | Jelena Lichovtseva Anastasia Myskina | Neha Uberoi Shikha Uberoi          | 6-1, 6-0 | details |
| 2006-09-18 | Sunfeast Open | Tier III | 175.000 | hardcourt, binnen | Liezel Huber Sania Mirza             | Joelija Bejhelzymer Joeliana Fedak | 6-4, 6-0 | details |
| 2007-09-17 | Sunfeast Open | Tier III | 175.000 | hardcourt, binnen | Vania King Alla Koedrjavtseva        | Alberta Brianti Marija Koryttseva  | 6-1, 6-4 | details |

2005 · 2006 · 2007
ITF-toernooien (mannen en vrouwen)

ATP-toernooien (mannen) – ATP-seizoen 2025

WTA-toernooien (vrouwen) – WTA-seizoen 2025

Voormalige toernooien mannen
Voormalige toernooien vrouwen
Voormalige amateurtoernooien